# Pièce de 20 francs Mont-Saint-Michel
Pour les articles homonymes, voir 20 francs.
La pièce de 20 Francs Mont-Saint-Michel est une pièce française émise de 1992 à 2001. Elle représente le Mont Saint-Michel.

## Frappes courantes
| millésime | tirage     | remarques                                                                                 |
| --------- | ---------- | ----------------------------------------------------------------------------------------- |
| 1992      | 1 800      | essai                                                                                     |
| 1992      | 59 966 052 | existe avec 4 séries de stries au lieu de 5                                               |
| 1993      | 54 970 000 |                                                                                           |
| 1994      | 14 970 000 | existe avec le différent de droite dauphin (9 970 000) ou abeille (5 000 000)             |
| 1995      | 9 996 011  | À partir de cette année, le différent de droite est une abeille et remplace le dauphin.   |
| 1996      | 17 013     |                                                                                           |
| 1997      | 10 000     |                                                                                           |
| 1998      | 25 000     |                                                                                           |
| 1999      | 25500      |                                                                                           |
| 2000      | 100000     |                                                                                           |
| 2001      | 125000     | À partir de cette date, le différent de droite est un fer à cheval et remplace l'abeille. |

Il en existe environ 140 millions d'exemplaires.

## Frappes commémoratives
| millésime | tirage     | remarques                        |
| --------- | ---------- | -------------------------------- |
| 1993      | 5 000 000  | Vingt francs Jeux Méditerranéens |
| 1994      | 15 000 000 | Vingt francs Pierre de Coubertin |

## Remarques
En 1992, frappes en OR jaune / OR blanc (Tirage 5000 ex) ainsi qu'en OR/ARGENT (Tirage 15000 ex).
Détail du tirage OR/ARGENT bicolore (15000 ex)- Qualité Belle épreuve :
Couronne et disque central : OR 750‰ - ARGENT 125‰ - CUIVRE 125‰.
Couronne centrale : ARGENT 950‰ - CUIVRE 50‰.
Diamètre 26.85mm - Poids de la pièce 12.66g. 
Tranche alternée Lisse et Cannelée.
En 1973, un essai de pièce de 20 Francs type Dupré est tenté. Il n'y a que vingt exemplaires qui soient répertoriés. Ce modèle n'a pas été adopté probablement du fait du cours de l'argent qui grimpait très vite à cette époque. C'est d'ailleurs ce qui conduisit également à l'abandon de la pièce de 10 francs en argent, pour un modèle en bronze l'année suivante.

## Sources
- René Houyez, Valeur des Monnaies de France, éditions Garcen